# Eriopis serrai
Eriopis serrai es una especie de insecto de la familia Coccinellidae de origen altoandino. Su coloración presenta un llamativo tono anaranjado pero una vez que el insecto muere, las manchas toman un tono marfil más apagado.

## Características
Tiene forma de óvalo color negro con manchas anaranjadas. Tiene la cabeza negra, el pronoto tiene bordes de color anaranjado y una mancha redonda en la base de color más claro. Sus alas duras (élitros) presentan siete manchas oblongas y cuatro discales, todas ellas separadas, aunque en algunas variantes, las manchas pueden llegar a estar unidas longitudinalmente. Tiene antenas marrones. 
Su tamaño ronda entre los 3,8 y 5,5 mm.

## Distribución
Eriopis serrai se ha encontrado en algunas provincias de Argentina y en Uruguay.

## Ecología
Como la mayoría de las especies de la subfamilia Coccinellinae, es depredadora, pudiendo alimentarse de áfidos o huevos y larvas de otros insectos.